# John Körmeling
John Körmeling (Amsterdam, 26 juni 1951) is een Nederlandse beeldhouwer en architect. Hij realiseerde vele opdrachten in de openbare ruimte en nam deel aan tentoonstellingen in binnen- en buitenland.

## Leven en werk
Körmeling studeerde bouwkunde aan de toenmalige Technische Hogeschool Eindhoven in Eindhoven en woont en werkt aldaar, met een eigen atelier.

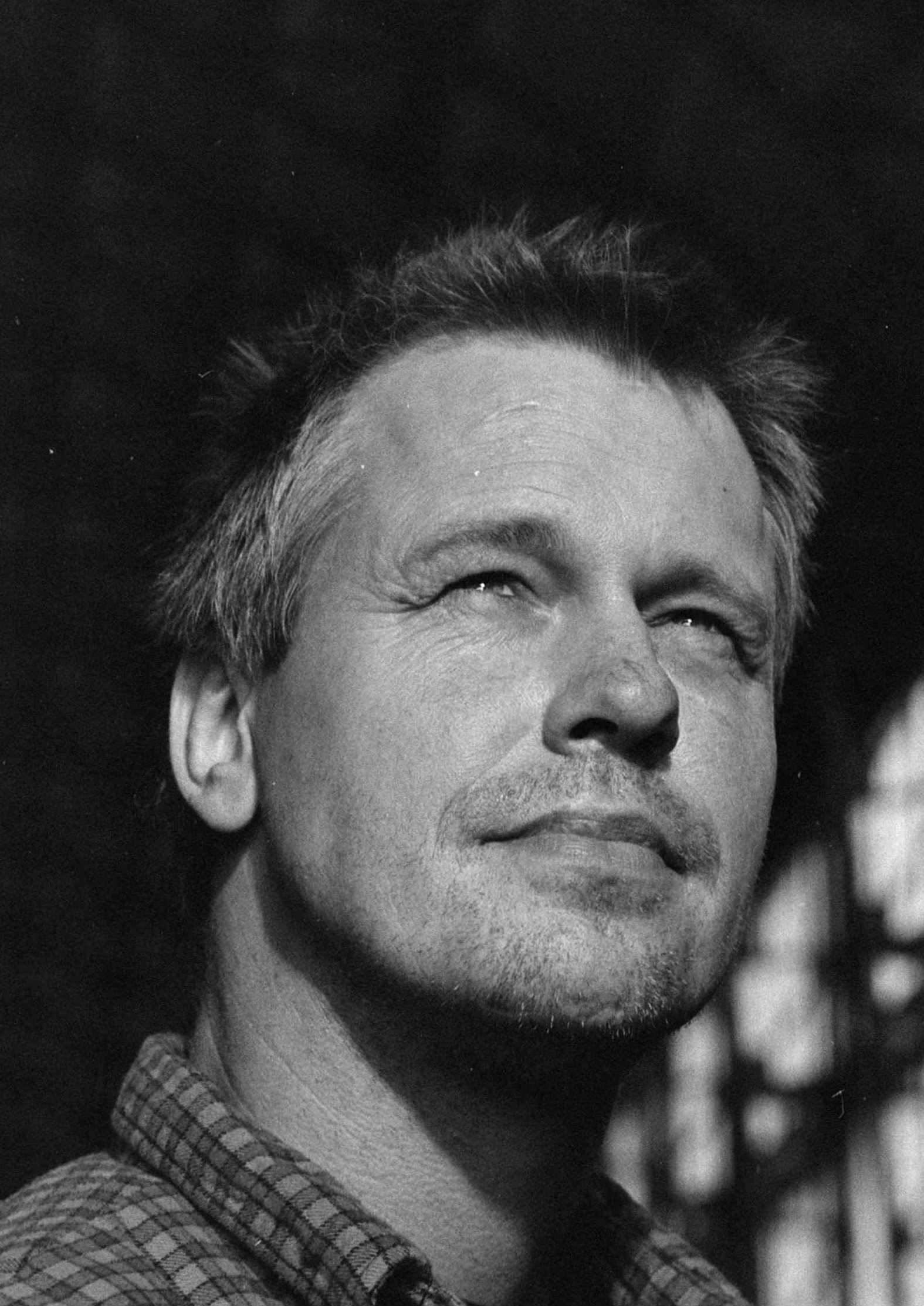
Portret van John Körmeling, 1994

Hij is meer dan een architect. Hij heeft een brede en onconventionele kijk op architectuur, omdat dit voor hem niet slechts bouwkunst behelst, maar ook stedenbouwkunde, design en beeldende kunst. Zijn werk draagt hier de sporen van en kan niet worden ondergebracht onder één noemer. Het leitmotiv van zijn oeuvre is het begrip 'ruimte' en de verschillende manieren waarop men hiermee kan omgaan.
De problematiek van stadsplanning, in combinatie met het groeiende aantal auto's en de nodige infrastructuur hiervoor (bijvoorbeeld: autosnelwegen en parkeergarages) fascineert Körmeling. Een groot deel van zijn oeuvre draait rond het vinden van creatieve en artistiek verantwoorde oplossingen voor het tekort aan parkeerplaatsen en voor files. Körmelings projecten zijn vaak geïdealiseerd en onuitvoerbaar en geven meestal blijk van een fijn gevoel voor humor. Zo maakte hij in 1999 een reuzenrad voor auto's in Utrecht: 'Drive-in wheel'. Bij Körmeling zijn vorm en inhoud vaak op zodanige manier met elkaar in overeenstemming dat beide in een oogopslag duidelijk zijn.
In 2008 werd het Draaiend huis gerealiseerd op de Hasseltrotonde in Tilburg, wat weerstand opriep bij de lokale politiek en tot tweemaal toe werd beklad
In 2020 werd Körmeling benoemd tot lid van de Akademie van Kunsten.

## Werken, een selectie

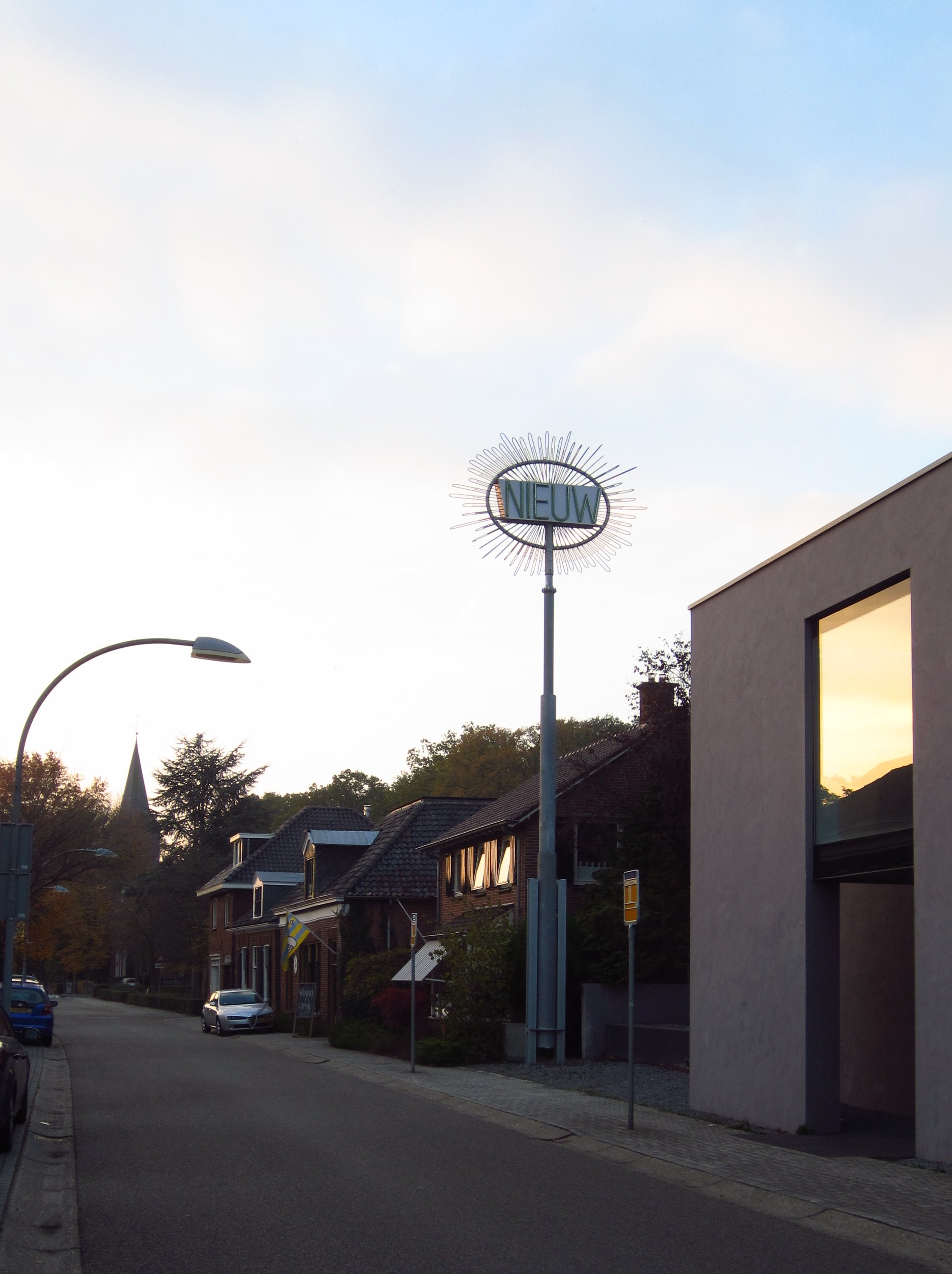
NIEUW (1992) bij Kunstvereniging Diepenheim
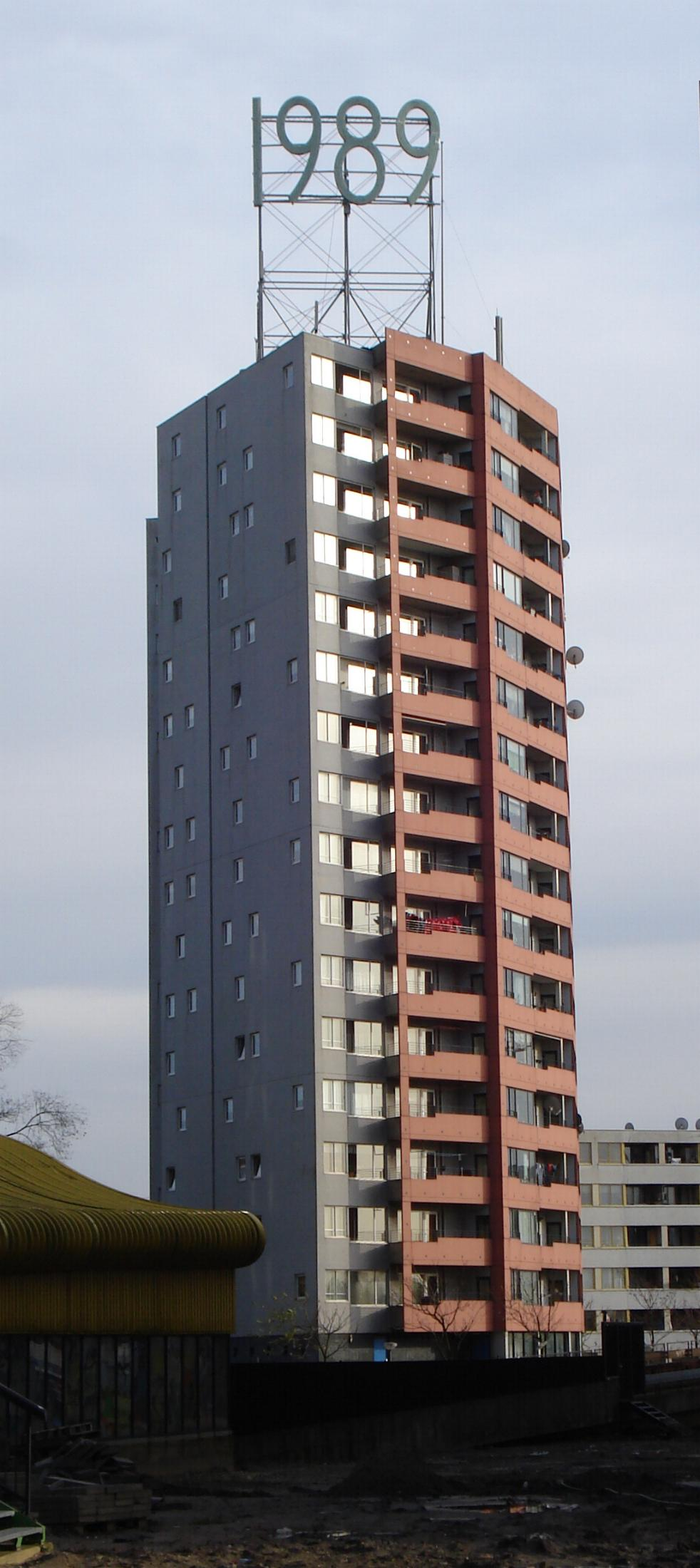
Kunstwerk "1989" van John Kormeling. Rotterdam, Hillelaan
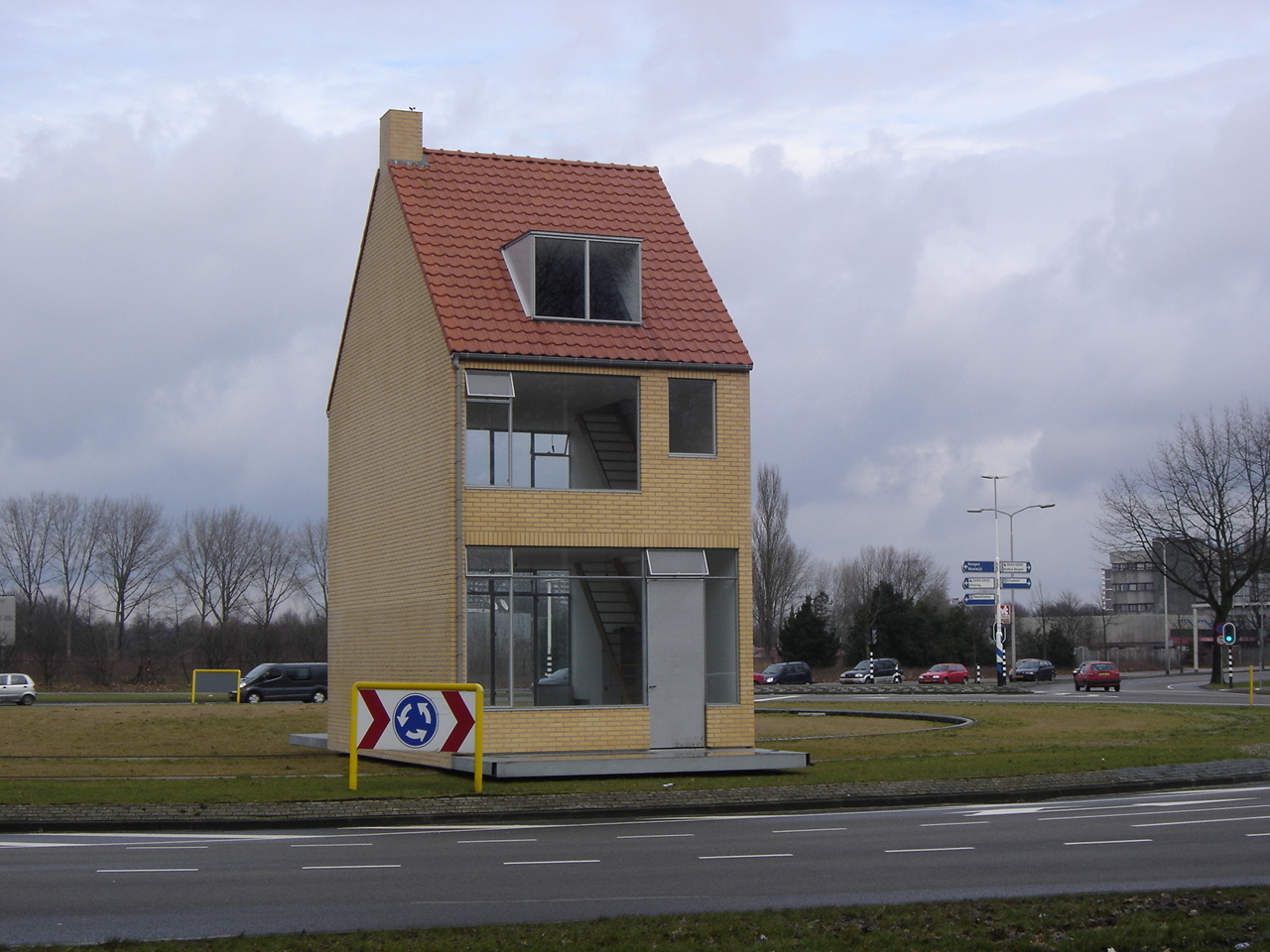
Draaiend huis (tilburg)
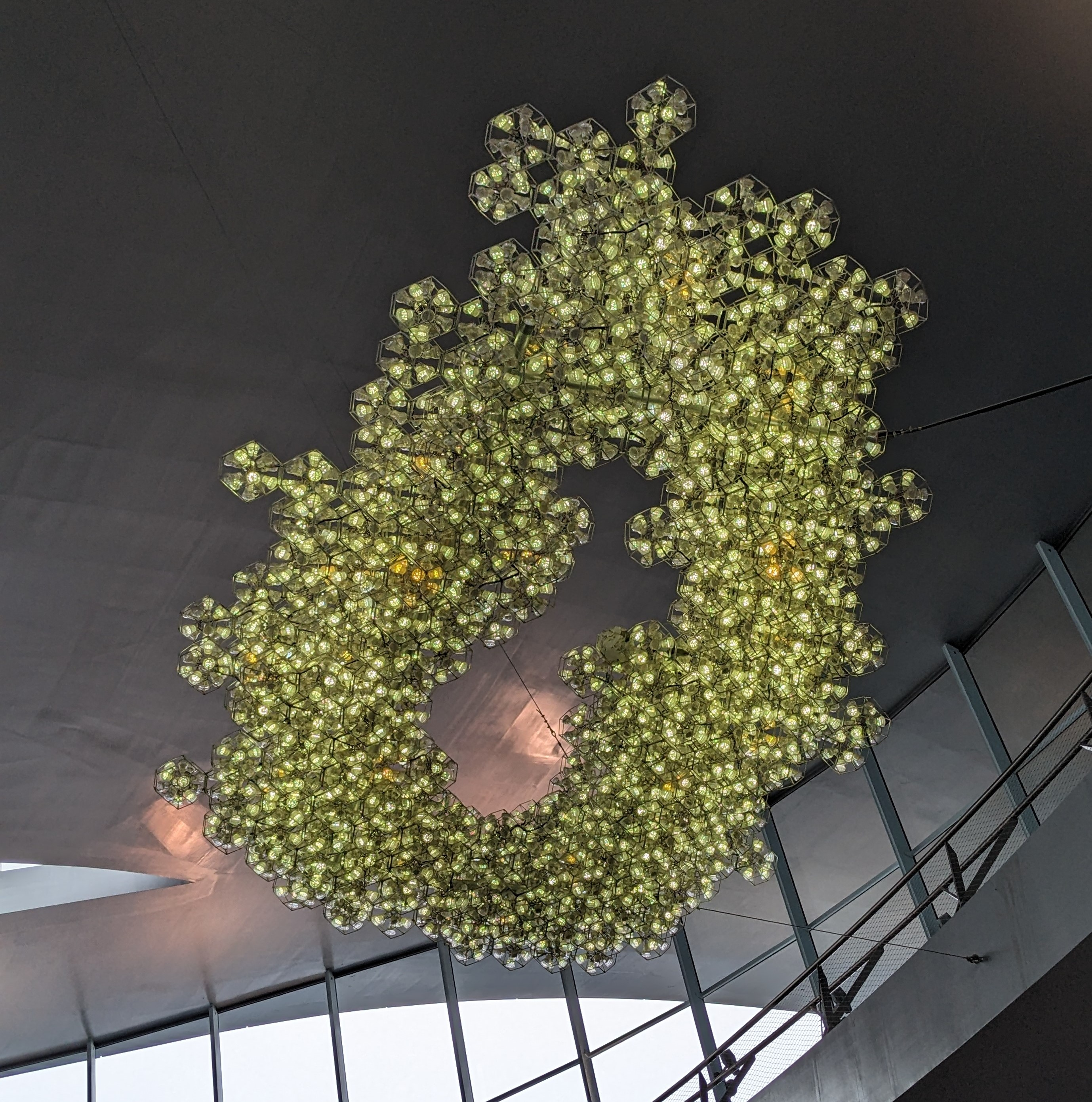
Wolk, Station Arnhem

## Tentoonstellingen

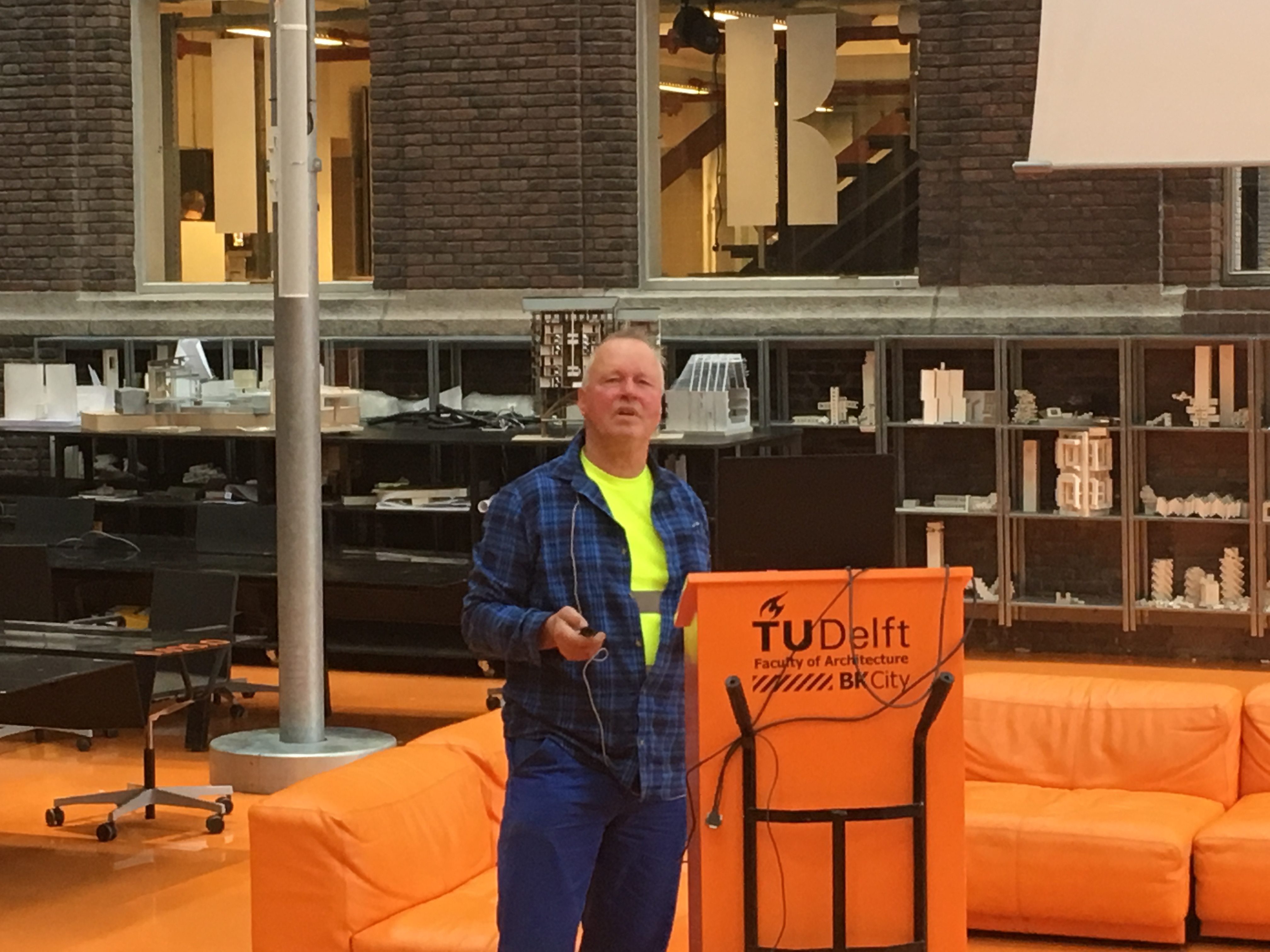
John Körmeling tijdens een lezing op de faculteit Bouwkunde van de TU Delft, 2018

Körmeling had in 1998 een solotentoonstelling in Museum De Pont in Tilburg en in 1999 in het Van Abbemuseum te Eindhoven. In 2004 vond een belangrijke soloexpositie plaats bij de Energie Centrale in Toronto en creëerde hij een project voor het Openluchtmuseum voor beeldhouwkunst Middelheim in het Nachtegalenpark te Antwerpen. In 2005 was zijn werk te zien op de tentoonstelling Eindhoven-Luik in Hasselt (België) en in 2006 tijdens de tentoonstelling Plug In in het Van Abbemuseum in Eindhoven. In 2007 nam hij deel aan de tweede Moscow Biennale te Moskou. Voor de Expo 2010 in Shanghai ontwierp hij het Nederlandse paviljoen Happy Street.

## Prijzen
- 2000 David Röellprijs voor de beeldhouwkunst
- 2006 Witteveen+Bos-prijs voor Kunst+Techniek
- 2009 Wilhelminaring